# 975 Perseverantia
Perseverantia (asteroide 975) é um asteroide da cintura principal com um diâmetro de 26,49 quilómetros, a 2,7333373 UA. Possui uma excentricidade de 0,0354774 e um período orbital de 1 742,46 dias (4,77 anos).
Perseverantia tem uma velocidade orbital média de 17,69303532 km/s e uma inclinação de 2,55965º.
Este asteroide foi descoberto em 27 de Março de 1922 por Johann Palisa.